# Haustein

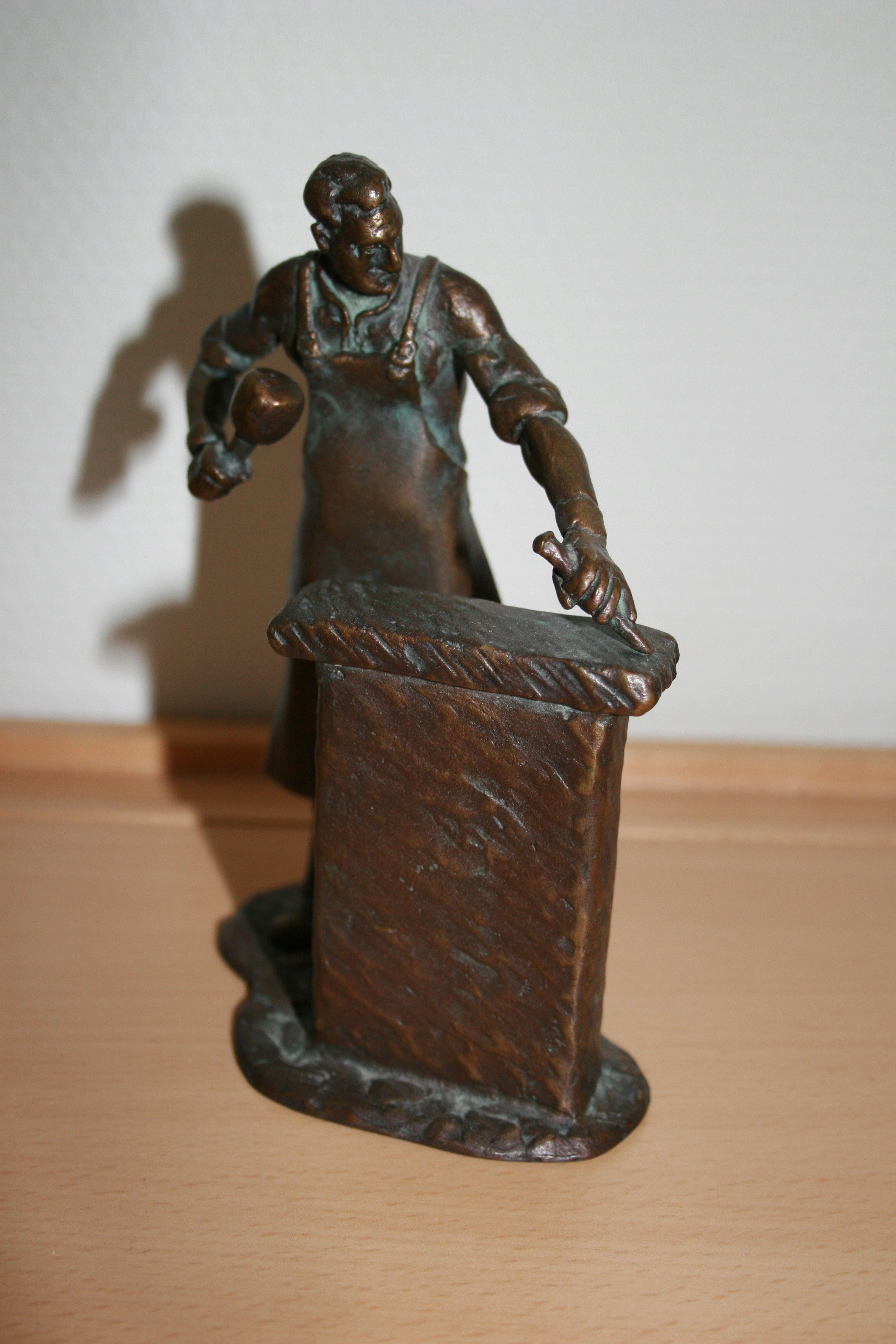
Steinmetz mit Haubank. Bronzeplastik

Ein Haustein oder eine Haubank ist ein großer Steinblock, der dem Steinmetz als Unterlage dient. Außerhalb der Fachsprache wird auch der oben aufliegende Werkstein als Haustein bezeichnet, besonders nach der Fertigstellung und am Ort der endgültigen Verwendung.
Für diesen Zweck wird ein Naturstein ausgewählt, der aufgrund von Fehlern nicht mehr als Werkstein verwendet wird. Die steinerne Bearbeitungsunterlage wird meist einige Zentimeter in den Boden eingelassen, damit sie einen sicheren Stand gewährleistet. Auf einer Haubank wird ein Werkstück so hoch gebänkt, dass ein Steinmetz die flache Hand auflegen kann. Der Arm wird dabei ausgestreckt und nicht gekrümmt. Zum Höhenausgleich können sogenannte Bankhölzer untergelegt werden.
Beim handwerklichen Bearbeiten eines Rohsteins zu einem Werkstein mit ebenen Flächen wird nach dem Bänken der tiefste Punkt der herzustellenden Fläche ermittelt und der erste Randschlag unter Einsatz von Fäustel und Eisen gezogen. Es werden mittlerweile aber auch handgestützte Drucklufthämmer benutzt. Allerdings werden heutzutage ebene Flächen, außer in der denkmalpflegerischen Steinrestaurierung, zumeist unter Einsatz von Steinsägen hergestellt.
Auch hölzerne Böcke oder geschweißte Metallböcke werden als Haubänke verwendet. Die Maße der Hausteine oder Haubänke sind durchaus unterschiedlich, sie sind jedoch meist etwa 50 bis 70 cm hoch, 50 cm lang und 50 cm breit.